# Walt Disney Animation Studios
 (транскр.  Волт Дизни анимејшон студиоз), понекад скраћен као Disney Animation, амерички је анимациони студио који производи анимиране дугометражне и краткометражне филмове за The Walt Disney Company. Основан 16. септембра 1923. године од стране браће Волта Дизнија и Роја О. Дизнија. Један је од најстаријих анимационих студија на свету. Седиште се налази у Бербанку.